# Packard Bell
Packard Bell je nizozemský výrobce počítačů a dceřiná společnost firmy Acer. Název byl dříve používán americkou firmou na výrobu rozhlasových zařízení, založenou roku 1926. V roce 1986 bylo jméno odkoupeno pro nově vzniklou společnost na výrobu osobních počítačů. Původně společnost vyráběla levné počítače ve Spojených státech a Kanadě. Když opustila počítačový průmysl v Severní Americe v roce 2000, získala si rychle dominantní postavení na evropských a afrických trzích. Na konci 90. let ji převzalo NEC a v roce 2008 ji získal tchajwanský výrobce počítačů Acer. Navzdory podobnosti jmen, nebylo nikdy žádné spojení mezi původní ani současnou Packard Bell a společnostmi Hewlett Packard, Bell & Howell, Bell Aircraft nebo Bell System.

## Historie

### Packard Bell
V roce 1986, Beny Alagem a skupina izraelských investorů koupila jméno Packard Bell od Teledyne a vzkřísila jako výrobce levných osobních počítačů. Jejich počítače byly mezi prvními IBM PC kompatibilními prodávanými v obchodních řetězcích. Packard Bell často těžil z chybného rozeznání jména zákazníky (zejména zákazníky, kteří si kupovali počítač poprvé), a dokonce i některými prodejci, kteří je mylně spojovali s ostatními společnostmi podobného jména, jako je Hewlett-Packard, Pacifik Bell a Bell Laboratories. Starý slogan původní Packard Bell 
| „ | America grew up listening to us. It still does. (Amerika vyrůstala, zatímco nás poslouchala. Je tomu tak doteď) | “ |

 zmatek jen podpořil. Společnost také prodává téměř stejné systémy pod různými jmény, takže rozlišení je obtížné.
Kromě ceny a omylů ve značce, mohou za úspěch Packard Bell dvě oblasti inovací – průmyslový design, poskytnutý San Franciscskou pobočkou Frog designu a bootováním shellu Packard Bell Navigator, který byl vytvořen společností The Pixel Company v Seattlu. Ti se zaměřili na velkou část zákazníků, kteří neměli žádnou zkušenost s počítači. Frog design dodal kvalitní vzhled a vynalezl inovace, jako barevné označení připojení kabelů, zatímco Navigator umožnil uživatelům spouštět programy stisknutím tlačítek na obrazovce. V této fázi tržby rostly exponenciálně.

### Packard Bell v Evropě
V roce 2000, NEC ustoupil Packard Bell z amerického trhu, prodávaje svá call centra v Utahu, za všechny jeho sklady v USA a za všechny americké produkty převzala firma Alorica, která byl zodpovědná za poskytování podpory všech zbývajících amerických zákazníků. Packard Bell pokračoval s rozšiřováním svého jména jako Packard Bell BV (PBBV). Packard Bell BV se stále těší poměrně dobrému jménu. Například, její produkty jsou v nabídce v Johna Lewise, britského prodejce špičkového spotřebitelského zboží. Packard Bell také vstoupil další sfér podnikání: například MP3 přehrávače. V roce 2004 společnost změnila své logo a začala vyrábět mediální produkty pro televizi a bezdrátové sítě.
Packard Bell také prodává příslušenství a zahájila svou činnost na dalších kontinentech. V září 2006 byla Packard Bell odkoupena Johnem Huiem (bývalý majitel eMachines). Nyní známa jako Packard Bell Europe BV, se společnost přestěhovala do Nijmegen v Nizozemsku. V srpnu 2007 čínsko-americký výrobce osobních počítačů Lenovo potvrdil svůj zájem o získání Packard Bell a díky tomu rozšíření svých výrobků do Evropy. V lednu 2008, společnost Acer oznámila, že získala 75% podíl v mateřské společnosti Packard Bell kvůli vlastnickým právům, která získala, když před rokem koupila Gateway, což umožnilo společnosti Acer zrušit nabídku jakékoliv třetí strany. Packard Bell je nyní součástí firemní rodiny (a sdílí výrobky) Gateway, bývalého konkurenta. V současné době, Packard Bell vyrábí široký sortiment modelů notebooků EasyNote.